# Данія на зимових Олімпійських іграх 2022
Данія взяла участь у  Зимових Олімпійських іграх 2022, що тривали з 4 до 20 лютого 2022 року в Пекіні (Китай). На цих іграх від Данії дебютували і чоловіча і жіноча збірні з хокею. Це забезпечило найбільшу делегацію, яку Данія будь-коли відправляла на зимові Ігри, і більш ніж у 3 рази більшу, ніж попередня найбільша делегація, яка у 2010 році налічувала 18 спортсменів.

## Спортсмени
Кількість спортсменів, що взяли участь в Іграх, за видами спорту.
| Вид спорту          | Чоловіки | Жінки | Загалом |
| ------------------- | -------- | ----- | ------- |
| Гірськолижний спорт | 1        | 0     | 1       |
| Біатлон             | 0        | 1     | 1       |
| Керлінг             | 5        | 5     | 10      |
| Хокей               | 25       | 23    | 48      |
| Ковзанярський спорт | 2        | 0     | 2       |
| Загалом             | 33       | 29    | 62      |

## Гірськолижний спорт
Від Данії на ігри кваліфікувалися один гірськолижник і одна гірськолижниця, що відповідали базовому кваліфікаційному критерію, але вирішено було відмовитися від квоти для жінки.
| Спортсмен           | Дисципліна        | 1-й спуск | 1-й спуск | 2-й спуск | 2-й спуск | Сума    | Сума  |
| Спортсмен           | Дисципліна        | Час       | Місце     | Час       | Місце     | Час     | Місце |
| ------------------- | ----------------- | --------- | --------- | --------- | --------- | ------- | ----- |
| Каспер Дюрбю Нестед | Слалом (чоловіки) | 1:01.38   | 38        | 55.89     | 31        | 1:57.27 | 30    |

## Біатлон
| Спортсмен                | Дисципліна                     | Час     | Хиби        | Місце |
| ------------------------ | ------------------------------ | ------- | ----------- | ----- |
| Укалек Астрі Слеттермарк | Спринт (жінки)                 | 23:54.6 | 0 (0+0)     | 65    |
| Укалек Астрі Слеттермарк | Індивідуальні перегони (жінки) | 50:27.4 | 0 (0+0+0+0) | 53    |

## Керлінг
Підсумок
| Збірна                                                                  | Дисципліна       | Груповий етап       | Груповий етап     | Груповий етап                       | Груповий етап         | Груповий етап               | Груповий етап                       | Груповий етап      | Груповий етап              | Груповий етап       | Груповий етап | Півфінал         | Фінал / БМ       | Фінал / БМ   |
| Збірна                                                                  | Дисципліна       | Суперник Рахунок    | Суперник Рахунок  | Суперник Рахунок                    | Суперник Рахунок      | Суперник Рахунок            | Суперник Рахунок                    | Суперник Рахунок   | Суперник Рахунок           | Суперник Рахунок    | Місце         | Суперник Рахунок | Суперник Рахунок | Місце        |
| ----------------------------------------------------------------------- | ---------------- | ------------------- | ----------------- | ----------------------------------- | --------------------- | --------------------------- | ----------------------------------- | ------------------ | -------------------------- | ------------------- | ------------- | ---------------- | ---------------- | ------------ |
| Міккель Краусе Мадс Нерґор Генрік Гольтерман Каспер Вікстен Тобіас Туне | Чоловічий турнір | Канада (CAN) L 5–10 | Китай (CHN) L 4–5 | Олімпійський комітет Росії · L 2–10 | Швейцарія (SUI) L 6–8 | Велика Британія (GBR) L 2–8 | Норвегія (NOR) W 6–5                | Швеція (SWE) L 3–8 | Італія (ITA) L 3–10        | США (USA) L 5–7     | 10            | Не потрапили     | Не потрапили     | Не потрапили |
| Мадлен Дюпон Матільде Гальсе Деніз Дюпон Мю Ларсен Ясмін Ландер         | Жіночий турнір   | Китай (CHN) W 7–6   | США (USA) L 5–7   | Японія (JPN) L 7–8                  | Швейцарія (SUI) L 5–8 | Велика Британія (GBR) L 2–7 | Олімпійський комітет Росії · W 10–5 | Швеція (SWE) L 3–9 | Південна Корея (KOR) L 7–8 | Канада (CAN) L 4–10 | 9             | Не потрапили     | Не потрапили     | Не потрапили |

### Чоловічий турнір
Збірна Данії з керлінгу (п'ять спортсменів) кваліфікувалася на Ігри завдяки тому, що посіла третє місцю на Олімпійських кваліфікаційних змаганнях 2021.
Після 12-ї сесії
| Легенда | Легенда             |
| ------- | ------------------- |
|         | Потрапили до плейоф |

| Країна                     | Скіп             | В | П | В–П      | КЗ | КП | ВЕ | ПЕ | ОЕ | ВЕ | ККД | DSC   |
| -------------------------- | ---------------- | - | - | -------- | -- | -- | -- | -- | -- | -- | --- | ----- |
| Велика Британія            | Брюс Моует       | 8 | 1 | –        | 63 | 44 | 39 | 31 | 5  | 10 | 88% | 18.81 |
| Швеція                     | Ніклас Едін      | 7 | 2 | –        | 64 | 44 | 43 | 30 | 10 | 11 | 86% | 14.02 |
| Канада                     | Бред Ґушу        | 5 | 4 | 1–0      | 58 | 50 | 34 | 38 | 7  | 7  | 84% | 26.49 |
| США                        | Джон Шустер      | 5 | 4 | 0–1      | 56 | 61 | 35 | 41 | 4  | 5  | 83% | 32.29 |
| Китай                      | Ма Сююе          | 4 | 5 | 2–1; 1–0 | 59 | 62 | 39 | 36 | 6  | 4  | 85% | 23.55 |
| Норвегія                   | Стеффен Вальстад | 4 | 5 | 2–1; 0–1 | 58 | 53 | 40 | 36 | 0  | 11 | 84% | 20.96 |
| Швейцарія                  | Петер де Круз    | 4 | 5 | 1–2; 1–0 | 51 | 54 | 33 | 38 | 13 | 3  | 84% | 15.74 |
| Олімпійський комітет Росії | Сергій Глухов    | 4 | 5 | 1–2; 0–1 | 58 | 58 | 33 | 38 | 6  | 6  | 81% | 33.72 |
| Італія                     | Жоель Реторна    | 3 | 6 | –        | 59 | 65 | 36 | 35 | 3  | 8  | 82% | 30.76 |
| Данія                      | Міккель Краусе   | 1 | 8 | –        | 36 | 71 | 30 | 39 | 3  | 2  | 78% | 32.84 |

Коловий турнір
Данія пропускала 2-гу, 6-ту і 10-ту сесії.
| Майданчик A    | 1 | 2 | 3 | 4 | 5 | 6 | 7 | 8 | 9 | 10 | Загалом |
| Данія (Краусе) | 0 | 2 | 0 | 2 | 0 | 0 | 1 | 0 | X | X  | 5       |
| Канада (Ґушу)  | 1 | 0 | 3 | 0 | 1 | 2 | 0 | 3 | X | X  | 10      |

| Майданчик D    | 1 | 2 | 3 | 4 | 5 | 6 | 7 | 8 | 9 | 10 | Загалом |
| Данія (Краусе) | 0 | 1 | 0 | 1 | 0 | 1 | 0 | 1 | 0 | 0  | 4       |
| Китай (Ма)     | 1 | 0 | 1 | 0 | 2 | 0 | 1 | 0 | 0 | 0  | 5       |

| Майданчик B                         | 1 | 2 | 3 | 4 | 5 | 6 | 7 | 8 | 9 | 10 | Загалом |
| Олімпійський комітет Росії (Глухов) | 0 | 2 | 0 | 2 | 6 | 0 | X | X | X | X  | 10      |
| Данія (Краусе)                      | 0 | 0 | 1 | 0 | 0 | 1 | X | X | X | X  | 2       |

| Майданчик C         | 1 | 2 | 3 | 4 | 5 | 6 | 7 | 8 | 9 | 10 | Загалом |
| Данія (Краусе)      | 0 | 1 | 0 | 2 | 0 | 1 | 0 | 0 | 2 | 0  | 6       |
| Швейцарія (де Круз) | 2 | 0 | 2 | 0 | 2 | 0 | 0 | 1 | 0 | 1  | 8       |

| Майданчик A             | 1 | 2 | 3 | 4 | 5 | 6 | 7 | 8 | 9 | 10 | Загалом |
| Велика Британія (Моует) | 2 | 0 | 2 | 0 | 0 | 1 | 0 | 3 | X | X  | 8       |
| Данія (Краусе)          | 0 | 0 | 0 | 0 | 1 | 0 | 1 | 0 | X | X  | 2       |

| Майданчик B         | 1 | 2 | 3 | 4 | 5 | 6 | 7 | 8 | 9 | 10 | 11 | Загалом |
| Данія (Краусе)      | 1 | 0 | 0 | 1 | 1 | 0 | 1 | 0 | 1 | 0  | 1  | 6       |
| Норвегія (Вальстад) | 0 | 1 | 0 | 0 | 0 | 2 | 0 | 1 | 0 | 1  | 0  | 5       |

| Майданчик D    | 1 | 2 | 3 | 4 | 5 | 6 | 7 | 8 | 9 | 10 | Загалом |
| Швеція (Едін)  | 0 | 1 | 0 | 1 | 0 | 3 | 0 | 2 | 1 | X  | 8       |
| Данія (Краусе) | 0 | 0 | 1 | 0 | 1 | 0 | 1 | 0 | 0 | X  | 3       |

| Майданчик C      | 1 | 2 | 3 | 4 | 5 | 6 | 7 | 8 | 9 | 10 | Загалом |
| Італія (Реторна) | 0 | 2 | 2 | 1 | 0 | 4 | 1 | X | X | X  | 10      |
| Данія (Краусе)   | 2 | 0 | 0 | 0 | 1 | 0 | 0 | X | X | X  | 3       |

| Майданчик A    | 1 | 2 | 3 | 4 | 5 | 6 | 7 | 8 | 9 | 10 | Загалом |
| Данія (Краусе) | 1 | 1 | 0 | 0 | 1 | 0 | 0 | 0 | 2 | X  | 5       |
| США (Шустер)   | 0 | 0 | 2 | 3 | 0 | 0 | 1 | 1 | 0 | X  | 7       |

### Жіночий турнір
Жіноча збірна Данії (п'ять спортсменок) кваліфікувалася на Ігри завдяки тому, що посіла одне з перших шести місць на Чемпіонаті світу 2021 року.
Після 12-ї сесії
| Легенда | Легенда             |
| ------- | ------------------- |
|         | Потрапили до плейоф |

| Країна                     | Скіп               | В | П | В–П | КЗ | КП | ВЕ | ПЕ | ОЕ | ВЕ | ККД   | DSC   |
| -------------------------- | ------------------ | - | - | --- | -- | -- | -- | -- | -- | -- | ----- | ----- |
| Швейцарія                  | Сільвана Тірінзоні | 8 | 1 | –   | 67 | 46 | 44 | 36 | 4  | 12 | 81.6% | 19.14 |
| Швеція                     | Анна Гассельборг   | 7 | 2 | –   | 64 | 49 | 39 | 35 | 6  | 12 | 82.0% | 25.02 |
| Велика Британія            | Ів Мюргед          | 5 | 4 | 1–1 | 63 | 47 | 39 | 33 | 4  | 9  | 80.6% | 35.27 |
| Японія                     | Сацукі Фудзісава   | 5 | 4 | 1–1 | 64 | 62 | 40 | 36 | 2  | 13 | 82.3% | 36.00 |
| Канада                     | Дженніфер Джонс    | 5 | 4 | 1–1 | 71 | 59 | 42 | 41 | 1  | 14 | 80.4% | 45.44 |
| США                        | Табіта Пітерсон    | 4 | 5 | 2–0 | 60 | 64 | 40 | 39 | 2  | 12 | 79.5% | 33.87 |
| Китай                      | Хань Юй            | 4 | 5 | 1–1 | 56 | 67 | 38 | 41 | 3  | 10 | 79.6% | 30.06 |
| Південна Корея             | Кім Ин Джон        | 4 | 5 | 0–2 | 62 | 66 | 40 | 42 | 3  | 10 | 80.8% | 27.79 |
| Данія                      | Мадлен Дюпон       | 2 | 7 | –   | 50 | 68 | 33 | 41 | 7  | 0  | 77.2% | 23.36 |
| Олімпійський комітет Росії | Аліна Ковальова    | 1 | 8 | –   | 50 | 79 | 34 | 45 | 2  | 7  | 78.9% | 29.34 |

Коловий турнір
Данія пропускала 3-тю, 7-му і 10-ту сесії.
| Майданчик B   | 1 | 2 | 3 | 4 | 5 | 6 | 7 | 8 | 9 | 10 | Загалом |
| Данія (Дюпон) | 0 | 2 | 0 | 1 | 0 | 0 | 3 | 0 | 0 | 1  | 7       |
| Китай (Хань)  | 0 | 0 | 1 | 0 | 2 | 0 | 0 | 1 | 2 | 0  | 6       |

| Майданчик C    | 1 | 2 | 3 | 4 | 5 | 6 | 7 | 8 | 9 | 10 | Загалом |
| США (Пітерсон) | 1 | 0 | 2 | 0 | 0 | 1 | 0 | 2 | 0 | 1  | 7       |
| Данія (Дюпон)  | 0 | 1 | 0 | 2 | 0 | 0 | 1 | 0 | 1 | 0  | 5       |

| Майданчик D        | 1 | 2 | 3 | 4 | 5 | 6 | 7 | 8 | 9 | 10 | Загалом |
| Японія (Фудзісава) | 0 | 1 | 0 | 2 | 0 | 1 | 0 | 1 | 0 | 3  | 8       |
| Данія (Дюпон)      | 0 | 0 | 2 | 0 | 2 | 0 | 2 | 0 | 1 | 0  | 7       |

| Майданчик B           | 1 | 2 | 3 | 4 | 5 | 6 | 7 | 8 | 9 | 10 | Загалом |
| Данія (Дюпон)         | 0 | 0 | 1 | 0 | 0 | 0 | 3 | 0 | 1 | 0  | 5       |
| Швейцарія (Тірінзоні) | 1 | 0 | 0 | 1 | 0 | 1 | 0 | 3 | 0 | 2  | 8       |

| Майданчик A              | 1 | 2 | 3 | 4 | 5 | 6 | 7 | 8 | 9 | 10 | Загалом |
| Данія (Дюпон)            | 0 | 0 | 1 | 0 | 0 | 1 | 0 | 0 | 0 | X  | 2       |
| Велика Британія (Мюргед) | 2 | 0 | 0 | 0 | 1 | 0 | 0 | 1 | 3 | X  | 7       |

| Майданчик D                            | 1 | 2 | 3 | 4 | 5 | 6 | 7 | 8 | 9 | 10 | Загалом |
| Данія (Дюпон)                          | 2 | 0 | 0 | 1 | 0 | 1 | 0 | 3 | 0 | 3  | 10      |
| Олімпійський комітет Росії (Ковальова) | 0 | 2 | 0 | 0 | 1 | 0 | 1 | 0 | 1 | 0  | 5       |

| Майданчик B          | 1 | 2 | 3 | 4 | 5 | 6 | 7 | 8 | 9 | 10 | Загалом |
| Швеція (Гассельборґ) | 0 | 2 | 3 | 0 | 3 | 0 | 1 | X | X | X  | 9       |
| Данія (Дюпон)        | 1 | 0 | 0 | 1 | 0 | 1 | 0 | X | X | X  | 3       |

| Майданчик A          | 1 | 2 | 3 | 4 | 5 | 6 | 7 | 8 | 9 | 10 | Загалом |
| Південна Корея (Кім) | 0 | 2 | 0 | 1 | 0 | 2 | 0 | 1 | 0 | 2  | 8       |
| Данія (Дюпон)        | 1 | 0 | 1 | 0 | 3 | 0 | 1 | 0 | 1 | 0  | 7       |

| Майданчик C    | 1 | 2 | 3 | 4 | 5 | 6 | 7 | 8 | 9 | 10 | Загалом |
| Данія (Дюпон)  | 0 | 1 | 0 | 2 | 0 | 0 | 0 | 1 | X | X  | 4       |
| Канада (Джонс) | 1 | 0 | 2 | 0 | 2 | 3 | 2 | 0 | X | X  | 10      |

## Хокей
Від Данії на Ігри кваліфікувалися чоловіча збірна (25 спортсменів) і жіноча збірна (23 спортсменки).
Підсумок
Легенда:
- OT – Додатковий час
- GWS – Пробиттям булітів

| Збірна                | Дисципліна       | Груповий етап    | Груповий етап    | Груповий етап    | Груповий етап    | Груповий етап | Кваліфікаційний плейоф | Чвертьфінал      | Півфінал         | Фінал / БМ       | Фінал / БМ |
| Збірна                | Дисципліна       | Суперник Рахунок | Суперник Рахунок | Суперник Рахунок | Суперник Рахунок | Місце         | Суперник Рахунок       | Суперник Рахунок | Суперник Рахунок | Суперник Рахунок | Місце      |
| --------------------- | ---------------- | ---------------- | ---------------- | ---------------- | ---------------- | ------------- | ---------------------- | ---------------- | ---------------- | ---------------- | ---------- |
| Чоловіча збірна Данії | Чоловічий турнір | Чехія W 2–1      | Росія L 0–2      | Швейцарія W 5–3  | Н/Д              | 2 Q           | Латвія W 3–2           | Росія L 1–3      | Не потрапили     | Не потрапили     | 7          |
| Жіноча збірна Данії   | Жіночий турнір   | Китай L 1–3      | Японія L 2–6     | Чехія W 3–2      | Швеція L 1–3     | 5             | Н/Д                    | Не потрапили     | Не потрапили     | Не потрапили     | 10         |

### Чоловічий турнір
Збірна Данії з хокею із шайбою кваліфікувалася на Ігри завдяки перемозі на фінальному кваліфікаційному турнірі.
Склад збірної
Склад збірної оголошено 18 січня 2022 року.
Головний тренер: Гайнц Елерс
| №  | Поз. | Ім'я              | Зріст  | Вага   | Дата народження                  | Команда                 |
| -- | ---- | ----------------- | ------ | ------ | -------------------------------- | ----------------------- |
| 2  | З    | Філлір Бруггіссер | 1,83 м | 85 кг  | 7 серпня 1991 (вік 30 років)     | Фіштаун Пінгвінс        |
| 9  | Н    | Фредерік Сторм    | 1,80 м | 86 кг  | 20 лютого 1989 (вік 32 роки)     | ЕРК Інгольштадт         |
| 15 | З    | Матіас Лассен     | 1,82 м | 82 кг  | 15 березня 1996 (вік 25 років)   | Мальме                  |
| 16 | Н    | Маттіас Асперур   | 1,82 м | 84 кг  | 3 березня 1995 (вік 26 років)    | Герлев Іглс             |
| 17 | Н    | Ніклас Єнсен      | 1,91 м | 98 кг  | 6 березня 1993 (вік 28 років)    | Йокеріт                 |
| 22 | З    | Маркус Лаурідсен  | 1,86 м | 87 кг  | 28 лютого 1991 (вік 30 років)    | Мальме                  |
| 25 | З    | Олівер Лаурідсен  | 1,97 м | 93 кг  | 24 березня 1989 (вік 32 роки)    | Мальме                  |
| 28 | З    | Еміль Крістенсен  | 1,84 м | 81 кг  | 20 вересня 1992 (вік 29 років)   | Пустерталь              |
| 29 | Н    | Мортен Мадсен     | 1,90 м | 95 кг  | 16 січня 1987 (вік 35 років)     | Тімро                   |
| 32 | В    | Себастьян Дам     | 1,82 м | 83 кг  | 28 лютого 1987 (вік 34 роки)     | Клагенфурт              |
| 33 | Н    | Юліан Якобсен     | 1,84 м | 87 кг  | 11 квітня 1987 (вік 34 роки)     | Ольборг Пайретс         |
| 38 | Н    | Мортен Поульсен   | 1,86 м | 95 кг  | 9 вересня 1988 (вік 33 роки)     | Гернінг Блю-Фокс        |
| 40 | Н    | Єспер Єнсен       | 1,83 м | 80 кг  | 5 лютого 1987 (вік 35 років)     | Фредеріксгавн Вайт Гокс |
| 41 | З    | Єспер Єнсен Аабо  | 1,83 м | 93 кг  | 30 липня 1991 (вік 30 років)     | Крефельд                |
| 47 | З    | Олівер Ларсен     | 1,85 м | 94 кг  | 25 грудня 1998 (вік 23 роки)     | Юкуріт                  |
| 48 | З    | Ніколас Єнсен     | 1,89 м | 102 кг | 8 квітня 1989 (вік 32 роки)      | Айсберен Берлін         |
| 50 | Н    | Матіас Бау Гансен | 2,00 м | 108 кг | 3 липня 1993 (вік 28 років)      | Гернінг Блю-Фокс        |
| 51 | Н    | Франс Нільсен     | 1,85 м | 82 кг  | 24 квітня 1984 (вік 37 років)    | Айсберен Берлін         |
| 63 | Н    | Патрік Рассел     | 1,85 м | 93 кг  | 4 січня 1993 (вік 29 років)      | Лінчепінг               |
| 72 | Н    | Ніколай Маєр      | 1,79 м | 82 кг  | 21 липня 1993 (вік 28 років)     | Відень Кепіталс         |
| 89 | Н    | Міккель Бедкер    | 1,82 м | 95 кг  | 16 грудня 1989 (вік 32 роки)     | Лугано                  |
| 93 | Н    | Петер Регін       | 1,88 м | 93 кг  | 16 квітня 1986 (вік 35 років)    | Амбрі-Піотта            |
| 95 | Н    | Нік Олесен        | 1,85 м | 84 кг  | 14 листопада 1995 (вік 26 років) | Брюнес                  |
|    | В    | Патрік Гальбрайт  | 1,83 м | 81 кг  | 11 березня 1986 (вік 35 років)   | Сеннер'юск Айсхокей     |
|    | В    | Фредерік Діхов    | 1,95 м | 87 кг  | 1 березня 2001 (вік 20 років)    | Крістіанстад            |

Груповий етап
| Поз | Команда   | М | В | ВО | ПО | П | ГЗ | ГП | Різ | О | Кваліфікація           |
| --- | --------- | - | - | -- | -- | - | -- | -- | --- | - | ---------------------- |
| 1   | ОКР       | 3 | 2 | 0  | 1  | 0 | 8  | 6  | +2  | 7 | Чвертьфінали           |
| 2   | Данія     | 3 | 2 | 0  | 0  | 1 | 7  | 6  | +1  | 6 | Кваліфікаційний плейоф |
| 3   | Чехія     | 3 | 0 | 2  | 0  | 1 | 9  | 8  | +1  | 4 | Кваліфікаційний плейоф |
| 4   | Швейцарія | 3 | 0 | 0  | 1  | 2 | 4  | 8  | −4  | 1 | Кваліфікаційний плейоф |

| 9 лютого 2022 21:10 v | Чехія | 1–2 (0–2, 1–0, 0–0) | Данія | Державний палац спорту Пекіна (Пекін) 891 глядачів |

| звіт                      | звіт            | звіт                                     | звіт          | звіт                                                                              |
| ------------------------- | --------------- | ---------------------------------------- | ------------- | --------------------------------------------------------------------------------- |
|                           |                 |                                          |               |                                                                                   |
|                           | Шимон Грубець   | Воротарі                                 | Себастьян Дам | Судді: Олівер Гуен Міхаель Черріг Лінійні Судді: Людвіг Лундгрен Лаурі Нікулайнен |
|                           | голи:           |                                          |               | Судді: Олівер Гуен Міхаель Черріг Лінійні Судді: Людвіг Лундгрен Лаурі Нікулайнен |
| Червенка (Коварж) – 23:45 | 0–1 / 0–2 / 1–2 | 11:21 – Лаурідсен / 17:23 – Нільсен (PS) |               | Судді: Олівер Гуен Міхаель Черріг Лінійні Судді: Людвіг Лундгрен Лаурі Нікулайнен |
|                           |                 |                                          |               | Судді: Олівер Гуен Міхаель Черріг Лінійні Судді: Людвіг Лундгрен Лаурі Нікулайнен |
|                           |                 |                                          |               | Судді: Олівер Гуен Міхаель Черріг Лінійні Судді: Людвіг Лундгрен Лаурі Нікулайнен |
|                           |                 |                                          |               | Судді: Олівер Гуен Міхаель Черріг Лінійні Судді: Людвіг Лундгрен Лаурі Нікулайнен |
| 2 хв                      | Штраф           | 6 хв                                     |               | Судді: Олівер Гуен Міхаель Черріг Лінійні Судді: Людвіг Лундгрен Лаурі Нікулайнен |
|                           |                 |                                          |               |                                                                                   |
|                           | 40              | кидки                                    | 17            |                                                                                   |

| 11 лютого 2022 12:10 | Данія | 0–2 (0–0, 0–1, 0–1) | ОКР | Державний палац спорту Пекіна (Пекін) 907 глядачів |

| звіт  | звіт           | звіт                                                            | звіт         | звіт                                                                                |
| ----- | -------------- | --------------------------------------------------------------- | ------------ | ----------------------------------------------------------------------------------- |
|       |                |                                                                 |              |                                                                                     |
|       | Фредерік Діхов | Воротарі                                                        | Іван Федотов | Судді: Майкл Кемпбелл Мартін Франьо Лінійні Судді: Вільям Генкок Андреас Мальмквіст |
|       | голи:          |                                                                 |              | Судді: Майкл Кемпбелл Мартін Франьо Лінійні Судді: Вільям Генкок Андреас Мальмквіст |
|       | 0–1 / 0–2      | 28:18 – Карнаухов (Слєпишев, Воронков) / 59:54 – Семьонов (ENG) |              | Судді: Майкл Кемпбелл Мартін Франьо Лінійні Судді: Вільям Генкок Андреас Мальмквіст |
|       |                |                                                                 |              | Судді: Майкл Кемпбелл Мартін Франьо Лінійні Судді: Вільям Генкок Андреас Мальмквіст |
|       |                |                                                                 |              | Судді: Майкл Кемпбелл Мартін Франьо Лінійні Судді: Вільям Генкок Андреас Мальмквіст |
|       |                |                                                                 |              | Судді: Майкл Кемпбелл Мартін Франьо Лінійні Судді: Вільям Генкок Андреас Мальмквіст |
| 10 хв | Штраф          | 2 хв                                                            |              | Судді: Майкл Кемпбелл Мартін Франьо Лінійні Судді: Вільям Генкок Андреас Мальмквіст |
|       |                |                                                                 |              |                                                                                     |
|       | 16             | кидки                                                           | 33           |                                                                                     |

| 12 лютого 2022 21:10 v | Швейцарія | 3–5 (1–0, 0–3, 2–2) | Данія | Арена Укесон (Пекін) |

| звіт                           | звіт       | звіт     | звіт           | звіт                                                                                 |
| ------------------------------ | ---------- | -------- | -------------- | ------------------------------------------------------------------------------------ |
|                                |            |          |                |                                                                                      |
|                                | Рето Берра | Воротарі | Фредерік Діхов | Судді: Роман Гофман Крістіан Вікман Лінійні Судді: Андреас Мальмквіст Микита Шалагін |
|                                | голи:      |          |                | Судді: Роман Гофман Крістіан Вікман Лінійні Судді: Андреас Мальмквіст Микита Шалагін |
| Корві (Вебер, Тюркауф) – 15:59 | 1–0        |          |                | Судді: Роман Гофман Крістіан Вікман Лінійні Судді: Андреас Мальмквіст Микита Шалагін |
|                                |            |          |                | Судді: Роман Гофман Крістіан Вікман Лінійні Судді: Андреас Мальмквіст Микита Шалагін |
|                                |            |          |                | Судді: Роман Гофман Крістіан Вікман Лінійні Судді: Андреас Мальмквіст Микита Шалагін |
|                                |            |          |                | Судді: Роман Гофман Крістіан Вікман Лінійні Судді: Андреас Мальмквіст Микита Шалагін |
|                                |            |          |                | Судді: Роман Гофман Крістіан Вікман Лінійні Судді: Андреас Мальмквіст Микита Шалагін |
|                                |            |          |                |                                                                                      |

Плейоф
| 15 лютого 2022 12:10 v | Данія | 3–2 (1–1, 1–1, 1–0) | Латвія | Арена Укесон (Пекін) 726 глядачів |

| звіт                                                                                                   | звіт                        | звіт                                                                                          | звіт          | звіт                                                                           |
| --- | --------------------------- | --------------------------------------------------------------------------------------------- | ------------- | ------------------------------------------------------------------------------ |
| |                             |                                                                                               |               |                                                                                |
| | Себастьян Дам               | Воротарі                                                                                      | Яніс Калниньш | Судді: Ендрю Бруггема Андре Шрадер Лінійні Судді: Дастін Маккренк Дмитро Шишло |
| | голи:                       |                                                                                               |               | Судді: Ендрю Бруггема Андре Шрадер Лінійні Судді: Дастін Маккренк Дмитро Шишло |
| Поульсен (Якобсен, Лассен) – 12:02 / Якобсен (Маєр) – 36:57 / Лаурідсен (Бедкер, Нільсен) (PP) – 41:45 | 1–0 / 1–1 / 1–2 / 2–2 / 3–2 | 16:23 – Дарзіньш (Крастенбергс, Цибульскіс) / 22:33 – Дарзіньш (Балінскіс, Крастенбергс) (PP) |               | Судді: Ендрю Бруггема Андре Шрадер Лінійні Судді: Дастін Маккренк Дмитро Шишло |
| |                             |                                                                                               |               | Судді: Ендрю Бруггема Андре Шрадер Лінійні Судді: Дастін Маккренк Дмитро Шишло |
| |                             |                                                                                               |               | Судді: Ендрю Бруггема Андре Шрадер Лінійні Судді: Дастін Маккренк Дмитро Шишло |
| |                             |                                                                                               |               | Судді: Ендрю Бруггема Андре Шрадер Лінійні Судді: Дастін Маккренк Дмитро Шишло |
| 8 хв                                                                                                   | Штраф                       | 8 хв                                                                                          |               | Судді: Ендрю Бруггема Андре Шрадер Лінійні Судді: Дастін Маккренк Дмитро Шишло |
| |                             |                                                                                               |               |                                                                                |
| | 31                          | кидки                                                                                         | 27            |                                                                                |

Чвертьфінали
| 16 лютого 2022 14:00 | ОКР | 3–1 (1–1, 1–0, 1–0) | Данія | Арена Укесон (Пекін) 727 глядачів |

| звіт | звіт                  | звіт                                         | звіт          | звіт                                                                                |
| --- | --------------------- | -------------------------------------------- | ------------- | ----------------------------------------------------------------------------------- |
| |                       |                                              |               |                                                                                     |
| | Іван Федотов          | Воротарі                                     | Себастьян Дам | Судді: Майкл Кемпбелл Мартін Франьо Лінійні Судді: Андреас Мальмквіст Їржі Ондрачек |
| | голи:                 |                                              |               | Судді: Майкл Кемпбелл Мартін Франьо Лінійні Судді: Андреас Мальмквіст Їржі Ондрачек |
| Шипачов (Гусєв, Яковлєв) – 13:01 / Нестеров (Гусєв, Грицюк) – 34:36 / Войнов (Шипачов, Грицюк) (PP) – 55:45 | 1–0 / 1–1 / 2–1 / 3–1 | 22:57 – Нільсен (Бау Гансен, Лаурідсен) (PP) |               | Судді: Майкл Кемпбелл Мартін Франьо Лінійні Судді: Андреас Мальмквіст Їржі Ондрачек |
| |                       |                                              |               | Судді: Майкл Кемпбелл Мартін Франьо Лінійні Судді: Андреас Мальмквіст Їржі Ондрачек |
| |                       |                                              |               | Судді: Майкл Кемпбелл Мартін Франьо Лінійні Судді: Андреас Мальмквіст Їржі Ондрачек |
| |                       |                                              |               | Судді: Майкл Кемпбелл Мартін Франьо Лінійні Судді: Андреас Мальмквіст Їржі Ондрачек |
| 4 хв | Штраф                 | 6 хв                                         |               | Судді: Майкл Кемпбелл Мартін Франьо Лінійні Судді: Андреас Мальмквіст Їржі Ондрачек |
| |                       |                                              |               |                                                                                     |
| | 40                    | кидки                                        | 18            |                                                                                     |

### Жіночий турнір
Жіноча збірна Данії з хокею із шайбою кваліфікувалася на Ігри завдяки перемозі на фінальному кваліфікаційному турнірі.
Склад збірної
Склад збірної оголошено 10 січня 2022 року.
Головний тренер: Петер Еландер
| №  | Поз. | Ім'я                    | Зріст  | Вага  | Дата народження                 | Клуб              |
| -- | ---- | ----------------------- | ------ | ----- | ------------------------------- | ----------------- |
| 2  | З    | Крістіне Мельберґ       | 1,69 м | 69 кг | 28 грудня 2000 (вік 21 рік)     | IF Malmö          |
| 4  | Н    | Сільке Ґлуд             | 1,75 м | 65 кг | 3 березня 1996 (вік 25 років)   | Rødovre SIK       |
| 8  | Н    | Йосефіне Перссон        | 1,76 м | 69 кг | 28 березня 1994 (вік 27 років)  | Luleå HF          |
| 11 | З    | Амаліє Андерсен         | 1,73 м | 73 кг | 6 жовтня 1999 (вік 22 роки)     | Maine Black Bears |
| 13 | Н    | Мішель Брікс            | 1,69 м | 75 кг | 10 липня 1996 (вік 25 років)    | Odense IK         |
| 14 | Н    | Ніколін Єнсен – A       | 1,65 м | 65 кг | 8 листопада 1992 (вік 29 років) | HV71              |
| 15 | З    | Аманда Рефсґор          | 1,75 м | 63 кг | 8 березня 2001 (вік 20 років)   | Rødovre SIK       |
| 17 | Н    | Софія Скрівер           | 1,65 м | 60 кг | 7 червня 2003 (вік 18 років)    | Luleå HF          |
| 18 | Н    | Марія Петерс            | 1,68 м | 60 кг | 16 вересня 1999 (вік 22 роки)   | Odense IK         |
| 19 | З    | Йосефіне Асперур        | 1,63 м | 64 кг | 21 липня 1992 (вік 29 років)    | IF Malmö          |
| 21 | Н    | Мішель Вайс             | 1,69 м | 59 кг | 10 квітня 1997 (вік 24 роки)    | Maine Black Bears |
| 22 | З    | Софі Скотт              | 1,72 м | 62 кг | 14 червня 2002 (вік 19 років)   | Hvidovre IK       |
| 23 | Н    | Юлі Оксб'єрґ            | 1,78 м | 67 кг | 2 грудня 2000 (вік 21 рік)      | Odense IK         |
| 27 | Н    | Ліллі Фріїс-Гансен      | 1,63 м | 55 кг | 27 січня 2000 (вік 22 роки)     | RPI Engineers     |
| 30 | В    | Ліса Єнсен              | 1,65 м | 61 кг | 26 лютого 1997 (вік 24 роки)    | IF Malmö          |
| 33 | В    | Емма-Софі Нордстрем     | 1,77 м | 75 кг | 5 листопада 2002 (вік 19 років) | Linköping HC      |
| 44 | Н    | Юлі Естерґор            | 1,70 м | 65 кг | 6 серпня 1995 (вік 26 років)    | Hvidovre IK       |
| 50 | Н    | Мія Бау Гансен          | 1,67 м | 65 кг | 22 червня 1995 (вік 26 років)   | IF Malmö          |
| 63 | Н    | Йосефіне Якобсен – C    | 1,70 м | 72 кг | 17 травня 1991 (вік 30 років)   | Djurgårdens IF    |
| 68 | Н    | Емма Расселл            | 1,68 м | 75 кг | 18 серпня 1995 (вік 26 років)   | Rødovre SIK       |
| 72 | В    | Кассандра Репсток-Ромме | 1,71 м | 72 кг | 26 серпня 2001 (вік 20 років)   | Hvidovre IK       |
| 87 | З    | Сімоне Жаке Трісо       | 1,80 м | 72 кг | 23 квітня 1987 (вік 34 роки)    | Aalborg IK        |
| 89 | З    | Малене Франдсен         | 1,78 м | 68 кг | 25 жовтня 1995 (вік 26 років)   | IF Malmö          |

Груповий етап
| Поз | Команда   | М | В | ВО | ПО | П | ГЗ | ГП | Різ | О | Кваліфікація     |
| --- | --------- | - | - | -- | -- | - | -- | -- | --- | - | ---------------- |
| 1   | Японія    | 4 | 2 | 1  | 1  | 0 | 13 | 7  | +6  | 9 | Чвертьфіналістки |
| 2   | Чехія     | 4 | 2 | 0  | 1  | 1 | 10 | 8  | +2  | 7 | Чвертьфіналістки |
| 3   | Швеція    | 4 | 2 | 0  | 0  | 2 | 7  | 8  | −1  | 6 | Чвертьфіналістки |
| 4   | Данія     | 4 | 1 | 0  | 0  | 3 | 7  | 14 | −7  | 3 | Вибули           |
| 5   | Китай (H) | 4 | 1 | 1  | 0  | 2 | 7  | 7  | 0   | 5 | Вибули           |

| 4 лютого 2022 12:10 v | Данія | 1–3 (1–0, 0–1, 0–2) | Китай | Арена Укесон (Пекін) |

| звіт                               | звіт  | звіт                                                       | звіт | звіт                                                                           |
| ---------------------------------- | ----- | ---------------------------------------------------------- | ---- | ------------------------------------------------------------------------------ |
|                                    |       |                                                            |      |                                                                                |
|                                    |       |                                                            |      | Судді: Дарія Єрмак Челсі Рейпін Лінійні Судді: Вероніка Ловенсне Ліннея Сайніо |
|                                    |       |                                                            |      |                                                                                |
| Франдсен (Сендерґор-Єнсен) – 08:06 |       | Лум (Юй, Вон) – 36:46 / Льянес (Лум) – 59:10 / Лум – 59:28 |      |                                                                                |
|                                    |       |                                                            |      |                                                                                |
|                                    |       |                                                            |      |                                                                                |
|                                    |       |                                                            |      |                                                                                |
| 6 хв                               | Штраф | 6 хв                                                       |      |                                                                                |
|                                    |       |                                                            |      |                                                                                |
|                                    | 23    | кидки                                                      | 32   |                                                                                |

| 5 лютого 2022 16:40 v | Японія | 6–2 (3–0, 2–1, 1–1) | Данія | Арена Укесон (Пекін) 476 глядачів |

| звіт | звіт                                          | звіт                                                                 | звіт                               | звіт                                                                  |
| --- | --------------------------------------------- | -------------------------------------------------------------------- | ---------------------------------- | --------------------------------------------------------------------- |
| |                                               |                                                                      |                                    |                                                                       |
| | Нана Фудзімото Акане Конісі                   | Воротарі                                                             | Ліса Єнсен Кассандра Репсток-Ромме | Судді: Келлі Кук Марія Фурберґ Лінійні Судді: Алекс Кларк Сара Стронґ |
| | голи:                                         |                                                                      |                                    | Судді: Келлі Кук Марія Фурберґ Лінійні Судді: Алекс Кларк Сара Стронґ |
| Х. Ямасіта (Міура, Койке) – 10:46 / Х. Токо (Ао. Сіґа, А. Токо) – 12:08 / Укіта – 13:50 / А. Токо (Х. Токо) – 22:53 / Ак. Сіґа (Кубо, Х. Токо) (PP) – 39:54 / Х. Йонеяма (Х. Ямасіта, Койке) – 48:02 | 1–0 / 2–0 / 3–0 / 4–0 / 4–1 / 5–1 / 6–1 / 6–2 | 29:16 – Бау Гансен (Н. Єнсен) / 59:55 – Якобсен (Перссон, Вайс) (PP) |                                    | Судді: Келлі Кук Марія Фурберґ Лінійні Судді: Алекс Кларк Сара Стронґ |
| |                                               |                                                                      |                                    | Судді: Келлі Кук Марія Фурберґ Лінійні Судді: Алекс Кларк Сара Стронґ |
| |                                               |                                                                      |                                    | Судді: Келлі Кук Марія Фурберґ Лінійні Судді: Алекс Кларк Сара Стронґ |
| |                                               |                                                                      |                                    | Судді: Келлі Кук Марія Фурберґ Лінійні Судді: Алекс Кларк Сара Стронґ |
| 8 хв | Штраф                                         | 8 хв                                                                 |                                    | Судді: Келлі Кук Марія Фурберґ Лінійні Судді: Алекс Кларк Сара Стронґ |
| |                                               |                                                                      |                                    |                                                                       |
| | 42                                            | кидки                                                                | 20                                 |                                                                       |

| 7 лютого 2022 16:40 v | Данія | 3–2 (1–1, 1–1, 1–0) | Чехія | Арена Укесон (Пекін) 637 глядачів |

| звіт                                                                   | звіт                        | звіт                                                              | звіт              | звіт                                                                    |
| ---------------------------------------------------------------------- | --------------------------- | ----------------------------------------------------------------- | ----------------- | ----------------------------------------------------------------------- |
|                                                                        |                             |                                                                   |                   |                                                                         |
|                                                                        | Кассандра Репсток-Ромме     | Воротарі                                                          | Вікторіє Швейдова | Судді: Марія Фурберґ Лейсі Сенюк Лінійні Судді: Алекс Кларк Сара Стронґ |
|                                                                        | голи:                       |                                                                   |                   | Судді: Марія Фурберґ Лейсі Сенюк Лінійні Судді: Алекс Кларк Сара Стронґ |
| Якобсен – 09:14 / Вайс – 24:28 / Ґлуд (Якобсен, Н. Єнсен) (PP) – 40:49 | 0–1 / 1–1 / 1–2 / 2–2 / 3–2 | 05:48 – Тейралова (Кршишова) / 23:01 – Мражова (Радова, Ванішова) |                   | Судді: Марія Фурберґ Лейсі Сенюк Лінійні Судді: Алекс Кларк Сара Стронґ |
|                                                                        |                             |                                                                   |                   | Судді: Марія Фурберґ Лейсі Сенюк Лінійні Судді: Алекс Кларк Сара Стронґ |
|                                                                        |                             |                                                                   |                   | Судді: Марія Фурберґ Лейсі Сенюк Лінійні Судді: Алекс Кларк Сара Стронґ |
|                                                                        |                             |                                                                   |                   | Судді: Марія Фурберґ Лейсі Сенюк Лінійні Судді: Алекс Кларк Сара Стронґ |
| 12 хв                                                                  | Штраф                       | 8 хв                                                              |                   | Судді: Марія Фурберґ Лейсі Сенюк Лінійні Судді: Алекс Кларк Сара Стронґ |
|                                                                        |                             |                                                                   |                   |                                                                         |
|                                                                        | 17                          | кидки                                                             | 32                |                                                                         |

| 8 лютого 2022 21:10 v | Швеція | 3–1 (1–0, 1–1, 1–0) | Данія | Арена Укесон (Пекін) 696 глядачів |

| звіт | звіт                  | звіт                                     | звіт                    | звіт                                                                        |
| --- | --------------------- | ---------------------------------------- | ----------------------- | --------------------------------------------------------------------------- |
| |                       |                                          |                         |                                                                             |
| | Емма Седерберґ        | Воротарі                                 | Кассандра Репсток-Ромме | Судді: Анніїна Нурмі Челсі Рейпін Лінійні Судді: Анна Гаммар Єнні Хейккінен |
| | голи:                 |                                          |                         | Судді: Анніїна Нурмі Челсі Рейпін Лінійні Судді: Анна Гаммар Єнні Хейккінен |
| Нордін (Лундін) – 04:00 / Ліз. Юганссон (Лундін, Ваксін) (PP) – 36:00 / Берґлунд (Л'юнґблом) (PP, ENG) – 59:43 | 1–0 / 1–1 / 2–1 / 3–1 | 34:04 – Оксб'єрґ (Якобсен, Фріїс-Гансен) |                         | Судді: Анніїна Нурмі Челсі Рейпін Лінійні Судді: Анна Гаммар Єнні Хейккінен |
| |                       |                                          |                         | Судді: Анніїна Нурмі Челсі Рейпін Лінійні Судді: Анна Гаммар Єнні Хейккінен |
| |                       |                                          |                         | Судді: Анніїна Нурмі Челсі Рейпін Лінійні Судді: Анна Гаммар Єнні Хейккінен |
| |                       |                                          |                         | Судді: Анніїна Нурмі Челсі Рейпін Лінійні Судді: Анна Гаммар Єнні Хейккінен |
| 14 хв | Штраф                 | 10 хв                                    |                         | Судді: Анніїна Нурмі Челсі Рейпін Лінійні Судді: Анна Гаммар Єнні Хейккінен |
| |                       |                                          |                         |                                                                             |
| | 21                    | кидки                                    | 26                      |                                                                             |

## Ковзанярський спорт
Завдяки результатам у Кубку світу 2021–2022 від Данії на Ігри кваліфікувалися такі ковзанярі:  
Чоловіки
Дистанційні перегони
| Спортсмен          | Дисципліна | Заїзд   | Заїзд |
| Спортсмен          | Дисципліна | Час     | Місце |
| ------------------ | ---------- | ------- | ----- |
| Віктор Гальд Торуп | 5000 м     | 6:28.87 | 19    |

Масстарт
| Спортсмен          | Дисципліна | Півфінал | Півфінал | Півфінал | Фінал       | Фінал       | Фінал |
| Спортсмен          | Дисципліна | Бали     | Час      | Місце    | Бали        | Час         | Місце |
| ------------------ | ---------- | -------- | -------- | -------- | ----------- | ----------- | ----- |
| Стефан Дуе Шмідт   | Масстарт   | 0        | 7:58.01  | 12       | Не потрапив | Не потрапив | 25    |
| Віктор Гальд Торуп | Масстарт   | 1        | 8:21.94  | 10       | Не потрапив | Не потрапив | 21    |